# Pi Studios
'Pi Studios' és una empresa desenvolupadora de videojocs localitzada a Houston, Texas (Estats Units). La companyia va ser fundada el 2002 per:

- Robert Erwin - Desenvolupament.
- John Faulkenbury - Producció.
- Rob Heironimus - Disseny.
- Dan Kramer - Programació.
- Peter Mack - Programació.

Originalment estaven establerts a Dallas (Texas) però després es van mudar a Houston, en el mateix estat, el gener del 2005.
El primer treball comercial va ser Call of Duty: United Offensive, d'Activision. També van contribuir a Call of Duty 2 per a l'ordinador personal.

## Videojocs desenvolupats
- Call of Duty: United Offensive (2004)
- Call of Duty 2 (2005)
- Call of Duty 2: Big Red One (2005)
- Call of Duty 3 (2006)
- Halo 2 Vista (2007)
- Mercenaries 2 (PS2) (2008)
- Rock Band (PS2) (2007)
- Rock Band (Wii) (2008)
- Rock Band Track Pack Vol. 1 (PS2)(Wii) (2008)
- Quake Arena (XBLA) (TBA)
- Wolfenstein (TBA)